# 桃園市政府勞動局
桃園市政府勞動局（英語：Department of Labor, Taoyuan），簡稱「桃園市勞動局」，係桃園市政府的一級機關。

## 歷史沿革
- 2003年8月1日：桃園縣政府勞工局改制為[2]「桃園縣政府勞動及人力資源局」。
- 2008年1月1日：「桃園縣政府勞動及人力資源局」改制為「桃園縣政府勞動及人力資源處」。
- 2011年1月1日：桃園縣正式升格準直轄市，「桃園縣政府勞動及人力資源處」升格為桃園縣政府一級機關更名為「桃園縣政府勞動及人力資源局」。
- 2014年12月25日：隨桃園縣升格直轄市，「桃園縣政府勞動及人力資源局」改制為「桃園市政府勞動局」。

## 組織
行政單位
- 秘書室
- 人事室
- 會計室
- 政風室

業務單位
- 勞資關係科
- 勞動條件科
- 身障就業科
- 跨國勞動事務科
- 綜合規劃科

所屬二級機關
- 桃園市政府勞動檢查處
- 桃園市政府就業職訓服務處

## 外部連結
- 桃園市政府勞動局 （页面存档备份，存于） （中文）
- 桃園市政府勞動局的Facebook專頁

## 脚注
1. ↑  桃園市政府人事處.  (PDF). 桃園市政府人事處. （原始内容 (PDF)存档于2014-09-14）.
2. ↑  桃園市政府. . 桃園市政府.   [2025-05-14]. （原始内容存档于2025-03-24）.
3. ↑  組織架構 （页面存档备份，存于）.桃園市政府勞動局.107-08-30